# روي راندال
روي راندال (بالإنجليزية: Roy Randall)‏ هو لاعب كرة قدم أمريكية أمريكي، ولد في 26 أبريل 1904، وتوفي في 18 مايو 1974.